# Regin (it-system)
 For alternative betydninger, se Regin. (Se også artikler, som begynder med Regin)
Regin er et registrerings- og indberetningssystem beregnet for de statslige og statsanerkendte museers registrering og indberetning til de centrale kulturarvsregistre, Kunstindeks Danmark og Museernes Samlinger. Regin blev etableret i 2004 og benyttes af mere end 100 museer (juli 2007). Det er udviklet og drives af Kulturarvsstyrelsen.
Siden 2018 er Regin afløst af SARA (SAmlingsRegistrering og Administration).